# Paul Füllsack
Paul Füllsack (* 12. März 1893 in Erfurt; † 29. Juni 1957 in Berlin) war ein langjähriger Berliner SPD-Politiker.

## Wirken

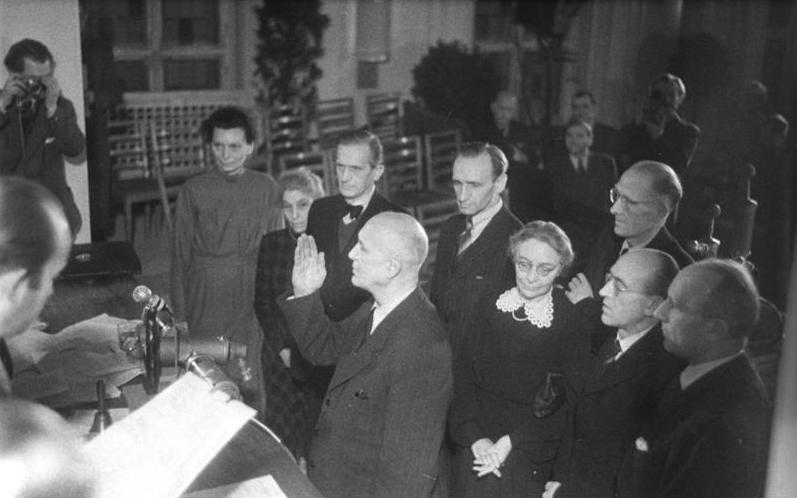
Paul Füllsack (vordere Reihe, zweiter von rechts) 1946 bei der Konstituierung der Stadtverordnetenversammlung im Neuen Stadthaus. Vordere Reihe von links: Otto Ostrowski (SPD), Louise Schroeder (SPD), Paul Füllsack, Ferdinand Friedensburg (CDU). Hintere Reihe von links: Erna Maraun (SPD), Margarete Ehlert (CDU), Siegfried Nestriepke (SPD), N. N., Heinrich Acker (SED.)

1946 wurde er von Oberbürgermeister Otto Ostrowski (SPD) zum Stadtrat für Ernährung beim Magistrat von Groß-Berlin berufen, einem Amt, welches er auch unter Ernst Reuter behielt.
Jedoch schied er bereits 1949 aus dem Amt.